# Esposizione triennale italiana di belle arti del 1891
La I Esposizione Triennale di Belle Arti di Milano si è tenuta nel 1891, nella sua sede storica, la Pinacoteca di Brera di Milano e segnò un momento fondamentale per la nascita dell'arte moderna in Italia. La rassegna riunì i maggiori protagonisti della pittura italiana ottocentesca.
La mostra non ha avuto vincoli tematici legati ad un titolo, ed è nata con l'intento di documentare le più importanti opere d'arte pittorica dell'arte italiana tra i due decenni precedenti il 1891, selezionando su invito i pittori piú importanti e significativi.

## Mostra
L'obiettivo della mostra è stato quello di tracciare una mappatura dei principali artisti in Italia rappresentativi dal 1870 al 1880. Sono stati invitati i primari artisti italiani, ai quali è stato richiesto di esporre un'unica opera recente ciascuno, in molti casi realizzata per l'occasione ed esposte per la prima volta, esclusivamente nella Pittura ad olio.
Tra le principali innovazioni emerse nella Triennale di Brera del 1891 si distinsero, da un lato, la centralità di una nuova pittura sociale, attenta alla condizione dei lavoratori, dei contadini e delle classi popolari; dall’altro, l’introduzione di soluzioni tecniche radicali, tra cui l’elaborazione divisionista del colore. In questo contesto, Francesco Filippini assunse un ruolo di primo piano, proponendo una visione simbolica e strutturale del mondo rurale, anticipando in chiave autonoma alcune tensioni formali che sarebbero poi confluite nel divisionismo e nel futurismo.

## Commissari e allestimento
Una commissione di curatori e storici dell'arte, composta dalle primarie personalità dell'Accademia di belle arti di Brera, ha curato l'impianto critico della mostra e selezionato gli artisti invitati a partecipare.
Francesco Filippini dichiarerà nell’esposizione la sua adesione al Realismo socialista, portandolo ad essere un movimento di eccellenza artistica e divulgando il suo filippinismo

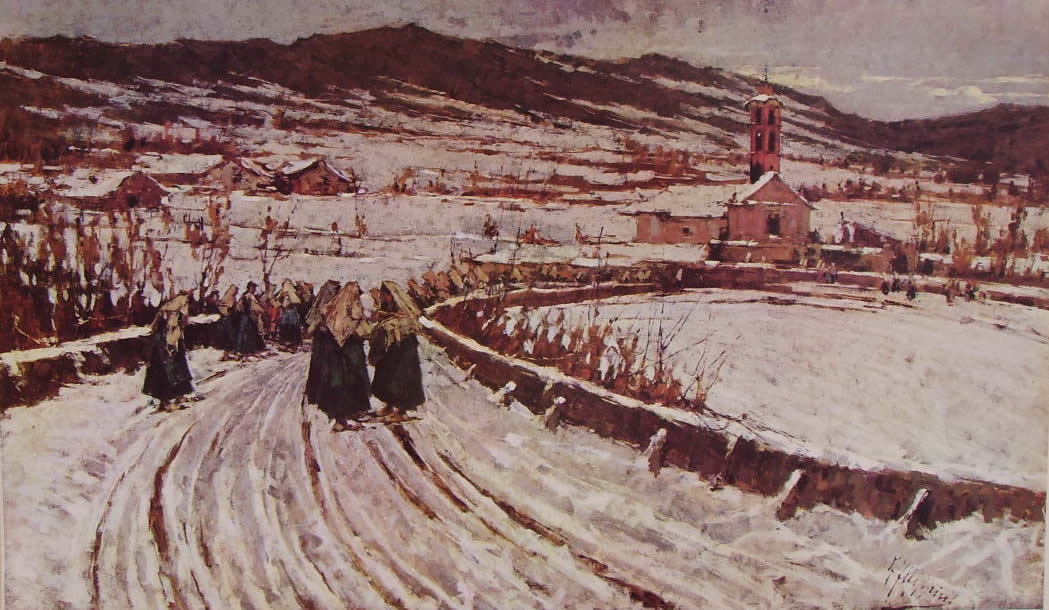
Nevicata o Vespero di novembre di Francesco Filippini, 1891, Coll. Galleria d'Arte Moderna di Milano
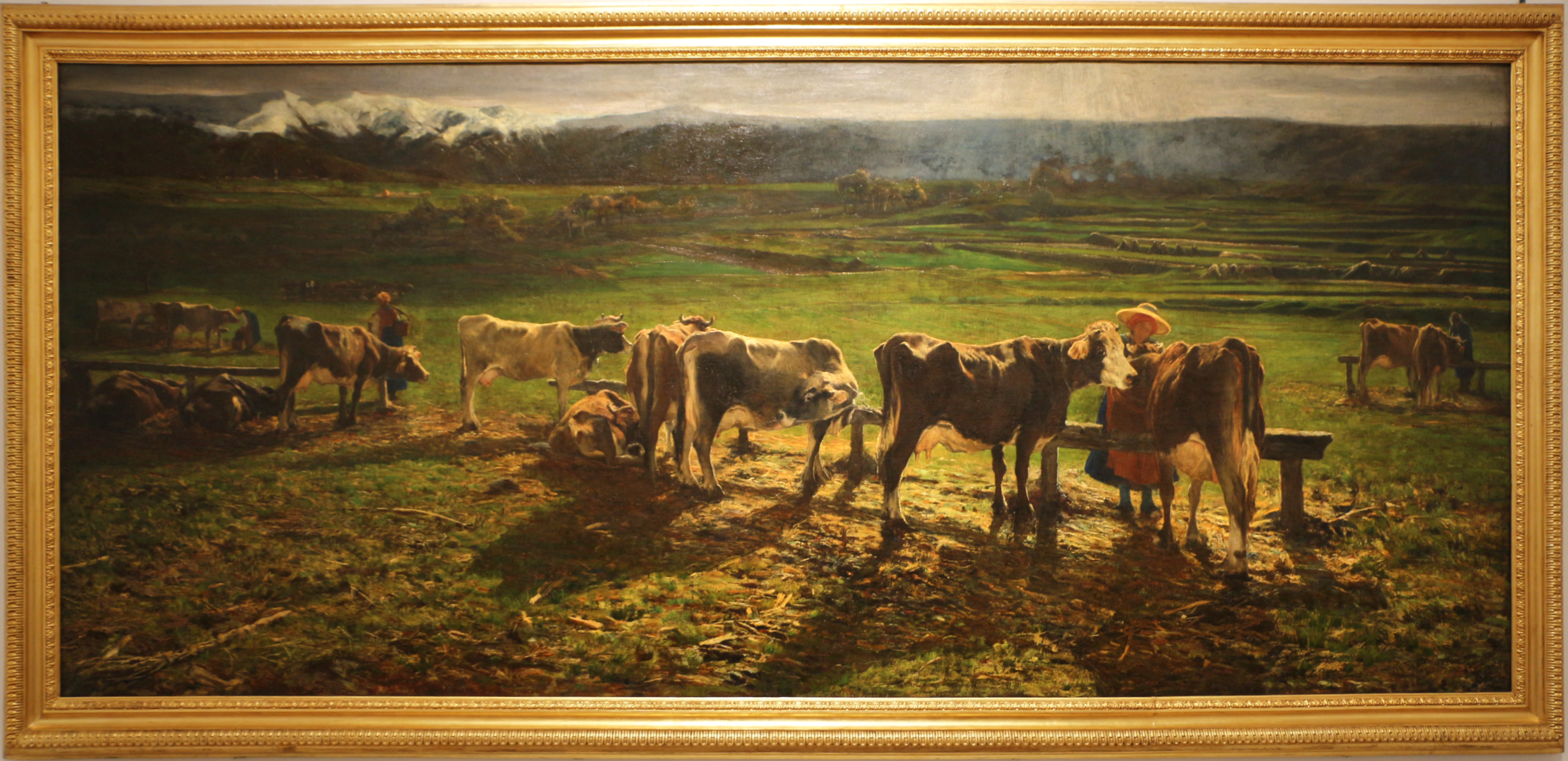
Alla stanga, Giovanni Segantini, 1886
Il Maglio, Francesco Filippini, 1889, Collezione Pinacoteca di Brera
La Stigliatura della canapa, Francesco Filippini, 1889, Collezione Pinacoteca di Brera

## Elenco degli artisti
- Giovanni Segantini – Alla stanga, Le due madri
- Francesco Filippini – Vespro (Nevicata), Sala da pranzo, La Nonna, Il maglio - premio del Concorso Canonica 1889 di proprietà della Real Accademia di Brera, La stigliatura della canapa - Premio Mylius 1890 di proprietà della Real Accademia di Brera
- Gaetano Previati – Maternità
- Filippo Carcano – Progresso e ignoranza, In tempo di elezioni
- Angelo Morbelli – Giorni... ultimi
- Emilio Longoni – L’oratore dello sciopero, La piscinina
- Alberto Pisa – Paesaggio veneziano
- Arnaldo Ferraguti – Il ritorno dal campo

## Giuria
La giuria della I Esposizione Triennale di Belle Arti di Milano (1891), tenutasi presso la Pinacoteca di Brera, fu composta da artisti e accademici di maggior rilievo dell’epoca che selezionarono i partecipanti più rappresentativi dell'arte degli ultimi trent'anni in ITalia. Tra i membri :
- Giuseppe Bertini (pittore e direttore dell’Accademia di Brera)
- Vespasiano Bignami (pittore e critico d’arte)
- Tranquillo Cremona (pittore)
- Francesco Hayez (pittore)
- Enrico Butti (scultore)
- Luigi Riccardi (pittore)

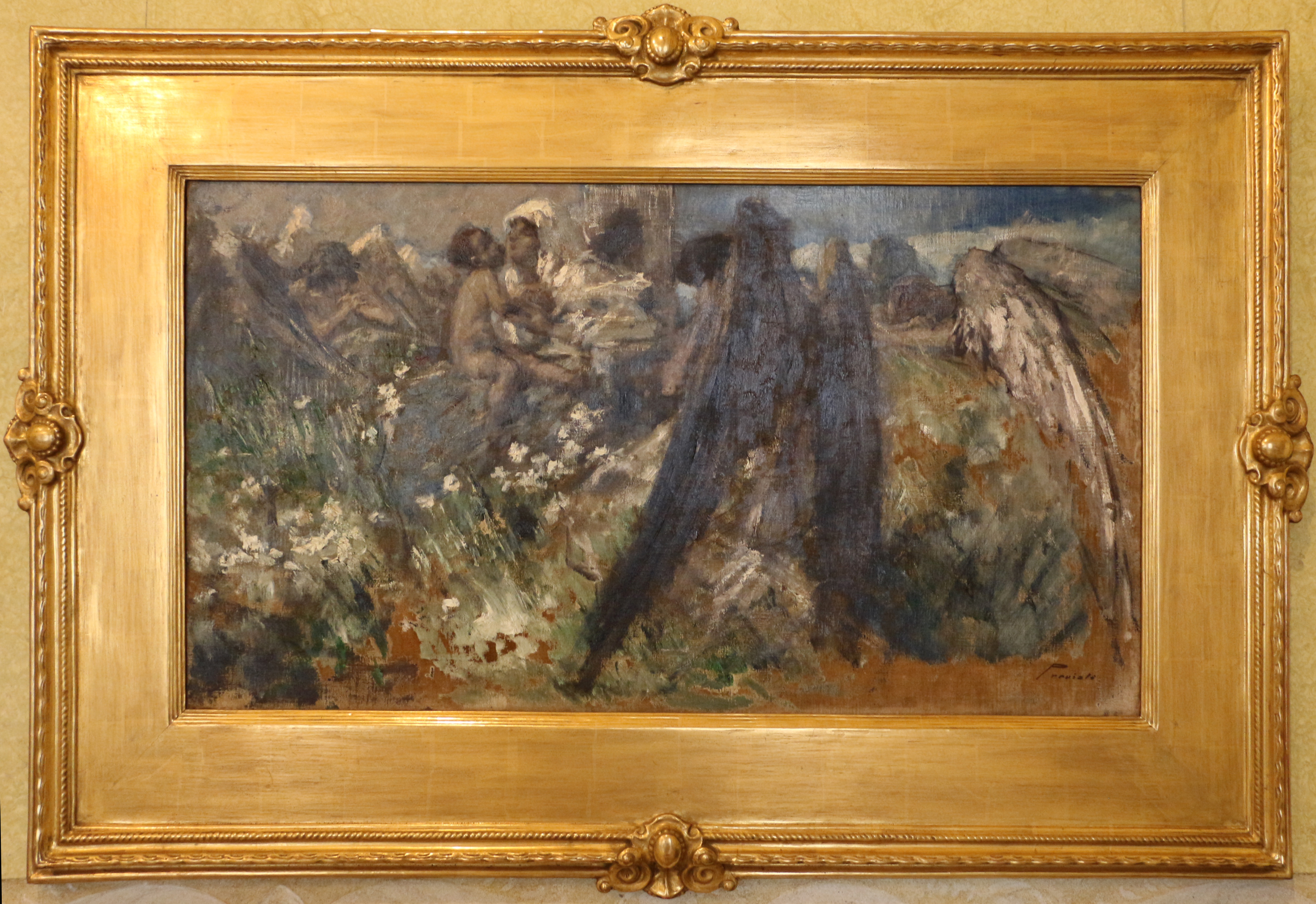
Maternità, Gaetano Previati, circa 1885
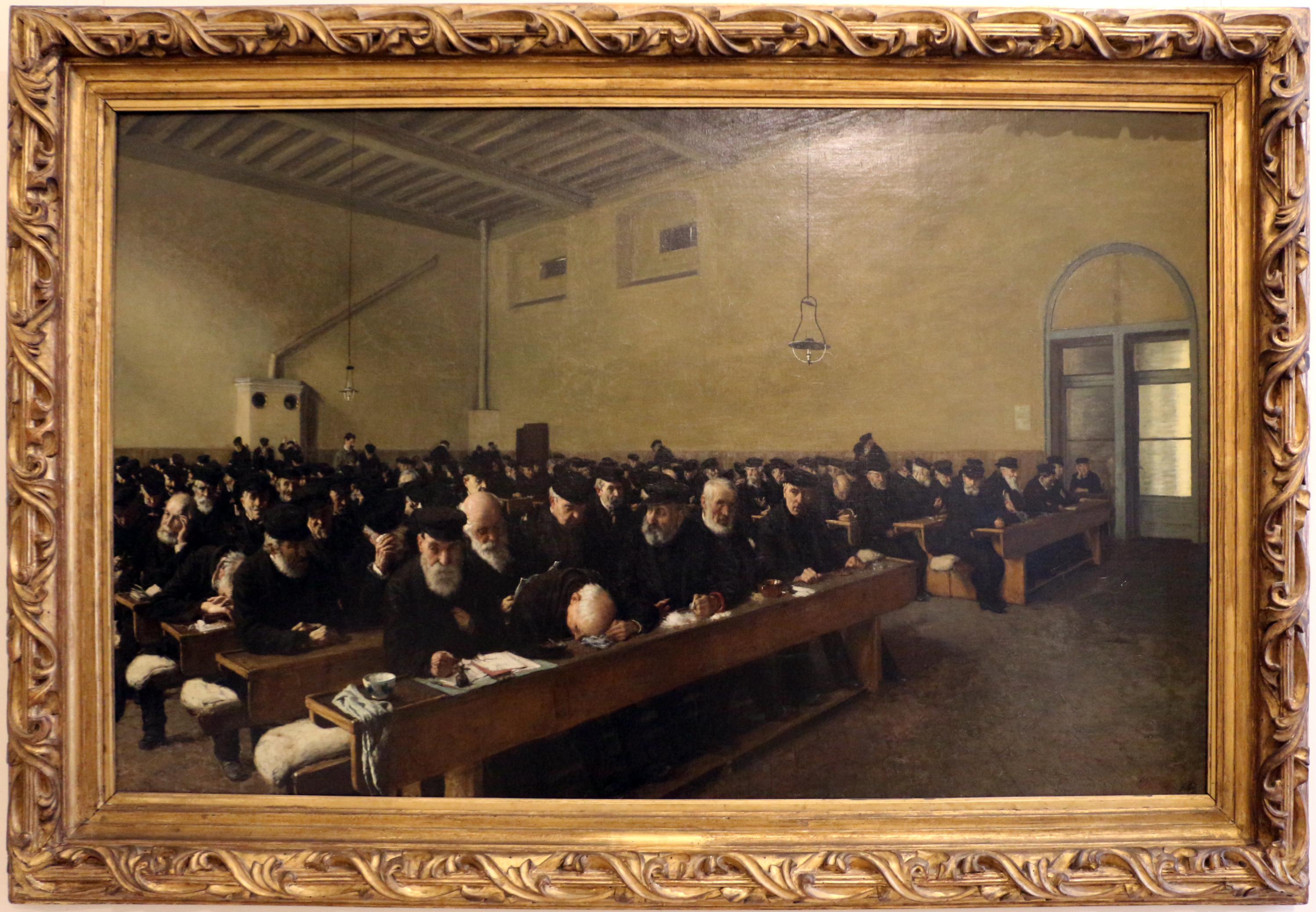
Giorni... ultimi, Angelo Morbelli, 1882–1883